# Aulacophora kotoensis
Aulacophora kotoensis es un insecto coleóptero de la familia Chrysomelidae.
Fue descrita científicamente por primera vez en 1962 por Chujo.